# مدیر سامانه
مدیر سامانه (به انگلیسی: System administrator, sys admin) شخصی است که یک سامانه رایانه‌ای یا یک شبکه رایانه‌ای یا مجموعه شبکه‌های رایانه‌ای را نگه‌داری و اداره می‌کند. وظایف یک مدیر سامانه گسترده است و از سازمانی به سازمان دیگر متفاوت است. یک مدیر سامانه معمولاً وظیفه نصب و پشتیبانی از سرویس‌دهنده‌ها یا دیگر سامانه‌های رایانه‌ای را بر عهده دارند.

## وظایف
- ایجاد نسخه پشتیبان از اطلاعات
- مسئول برقراری امنیت سامانه
- بررسی فایل‌های ثبت رخداد و شناسایی اشکالات سامانه
- بروزرسانی سامانه‌عامل و نرم‌افزارها
- بررسی ترافیک شبکه
- بررسی امنیت شبکه
- ارتقا نرم‌افزارها
- پچ امنیتی
- پاسخگویی به سوالات فنی کاربران و کمک به آنها
- اضافه کردن، حذف و بروزرسانی حساب‌های کاربری موجود در سامانه و بازنشانی گذرواژه و …
- مسئول مستندسازی فایل‌های پیکربندی سامانه
- شناسایی و عیب‌زدایی و گزارش کردن اشکالات سامانه
- نصب و پیکربندی نرم‌افزارها و سخت‌افزارهای جدید

## فیلدهای مربوط
- مدیر سامانه پایگاه داده:[۱] متخصص پایگاه داده (Data Base Administrator یا DBA) با استفاده از نرم‌افزار به سازماندهی و نگهداری داده‌هایی مانند اطلاعات مالی، اطلاعات مشتریان، اطلاعات انبار و سایر اطلاعاتی که ارزش حفظ و طبقه‌بندی را دارند، می‌پردازد. او داده‌ها را برای برخی از کاربران، قابل دسترس و برای برخی غیرقابل دسترس می‌کند. به عنوان مثال نرم‌افزاری که اطلاعات شماره‌های تلفن همراه شما را نگهداری می‌کند و در زمان نیاز آن‌ها را بر اساس نظر شما نمایش می‌دهد، قطعاً از یک پایگاه داده قدرتمند استفاده می‌کند.

مفهوم پایگاه داده از دههٔ ۱۹۶۰ برای کاهش مشکلات فزاینده در طراحی، ساخت و نگهداری سامانه‌های اطلاعاتی ایجاد شده‌است. این مفهوم به همراه مفهوم سامانه‌های مدیریت پایگاه داده که دسترسی مؤثر و کارا به پایگاه داده‌ها را ممکن می‌کند، رشد کرده‌است.
اولین سامانه مدیریت پایگاه داده در دهه ۶۰ گسترش یافت. از پیشگامان این شاخه چارلز بکمن می‌باشد. مقالات بکمن این را نشان داد که فرضیات او کاربرد بسیار مؤثرتری برای دسترسی به وسایل ذخیره‌سازی را مهیا می‌کند. در آن زمان‌ها پردازش داده بر پایه کارت‌های منگنه و نوارهای مغناطیسی بود که پردازش سری اطلاعات را فراهم می‌ساخت.
به مرور زمان ابزارهای نرم‌افزاری برای ثبت، نگهداری و گزارش‌گری اطلاعات مبتنی بر سامانه‌های رایانه‌ای رشد کرد و در حال حاضر میلیون‌ها رکورد اطلاعاتی در زمان‌های بسیار کم (ثانیه و دقیقه) مورد دسترسی، پردازش و محاسبه قرار می‌گیرد.
متخصص بانک اطلاعاتی یا کارشناس پایگاه داده دارای تخصص و دانش بسیار بالا در کار با نرم‌افزارهای رایانه‌ای به ویژه نرم‌افزارهای مخصوص ساخت و توسعه بانک‌های اطلاعاتی می‌باشد. برخی از معروف‌ترین نرم‌افزارهای مرتبط با این کار که در ایران نیز کاربرد دارند SQL (Structured Query Language), Oracle و در سطحی مبتدی تر، Access می‌باشد. نرم‌افزار اول و سوم محصول شرکت مایکروسافت و نرم‌افزار دوم (Oracle) محصول شرکت اوراکل است.
مدیر پایگاه داده یا بانک اطلاعاتی شرایط را برای تحلیل گران داده فراهم می‌کنند تا بتوانند از پایگاه داده‌ها برای یافتن اطلاعات مورد نظر خود به راحتی استفاده کنند. اغلب مدیران پایگاه داده برای فهمیدن نیازهای داده‌ای سازمان و برنامه‌ریزی برای رسیدن به آن با مدیریت همکاری می‌کنند. به عنوان مثال امروز اطلاعات بازارهای بورس و سرمایه‌گذاری در بانک‌های اطلاعاتی تخصصی مربوط به بورس ثبت، نگهداری و استفاده می‌گردد و در صورت عدم وجود پایگاه داده کارآمد، امکان ثبت معاملات در این حجم و اندازه غیرقابل باور و انجام است.
امنیت یکی از مهم‌ترین مسایل مورد توجه متخصصین در ساخت، توسعه و نگهداری بانک‌های اطلاعاتی می‌باشد. کارشناس پایگاه داده اغلب معیارهای امنیتی را تعیین و بر سطح دسترسی‌های کاربران کنترل دارند. به عنوان مثال در پایگاه داده بانک‌ها، اطلاعات کاملی از مشتریان و حساب‌های بانکی آن‌ها از جمله نام، نام خانوادگی، نام پدر، شماره شناسنامه، آدرس محل سکونت، شماره حساب بانکی و مقدار برداشت یا واریز وجه توسط دارنده هر حساب ثبت و نگهداری می‌شود؛ لذا این وظیفه مدیر و کارشناس پایگاه داده بانک است که دسترسی افراد را کنترل کرده و طوری سامانه را طراحی کرده باشد که هر فرد تنها بتواند به اطلاعات حساب خود یا در حد سطح دسترسی مجازش، به اطلاعات و داده‌های دیگر دست یابد.
بر اساس مثال فوق بیشتر پایگاه‌های داده‌ها دارای اطلاعات شخصی، حقوقی یا مالی با اهمیت هستند، بنابراین حفظ امنیت در آن‌ها بسیار مهم است و با تهیه نسخه پشتیبان از اطلاعات سامانه‌ها در دوره‌های زمانی مشخص – مثلاً انتهای هر روز یا هر ساعت یک بار- در صورت قطع برق، نفوذ هکرها یا پیش آمدن سایر حوادث از حذف شدن یا به هم ریختن داده‌ها جلوگیری می‌شود. آن‌ها (کارشناسان پایگاه داده) همچنین مسئول درستی و قابل اعتماد بودن داده‌ها نیز هستند و در مقابل کارفرما یا مدیران ارشد خود باید پاسخگو باشند.
متخصص دیتابیس ارتباط تنگاتنگ و مداومی با برنامه‌نویس نرم‌افزار و طراح آن دارد و برای انجام بسیاری از پروژه‌های ساخت و تولید برنامه‌های کاربردی (َApplication) همکاری نزدیک این متخصصین در کنار هم از الزامات کار است.
متخصصین پایگاه داده بسته به اینکه کارمند یک شرکت نرم‌افزاری باشند، در واحد فناوری اطلاعات یک سازمان دولتی کار کنند یا اینکه به صورت فردی پروژه بگیرند، دارای ساعات کار متفاوتی هستند.
.
- مدیر سامانه شبکه‌های رایانه‌ای:[۲]
- مدیر امنیتی سامانه:[۳]
- مدیر سامانه‌های تحت وب:[۴]
- پست مستر (postmaster):[۵] مدیریت میل سرور
- مدیر سامانه‌های ذخیره‌سازی:[۶]

## موارد مرتبط
یک sys admin می‌تواند در مکان‌های زیر مشغول به کار باشد:
- مرکز عملیات شبکه
- مرکز عملیات امنیت
- تحلیل گر شبکه
- سازمان‌های بزرگ
- دیتا سنترها
- مراکزی که با ابر رایانه  کار می‌کند
- ISP

و …

## devops
امروزه محیط کسب‌وکار و فناوری همواره در حال تغییر است و مدیران کسب‌وکارها جهت بقای خود در این محیط آشفته باید از قدرت فناوری در راستای حصول نوآوری‌های راهبردی و پایدار خود استفاده نمایند. اصول و قواعد DevOps به ارتقای قابلیت ارائه خدمات سازمان‌های فناوری اطلاعات کمک شایانی می‌نماید و با همسو کردن گروه‌های نرم‌افزاری و فناوری سازمان با گروه‌های اجرایی فناوری اطلاعات سرعت ارئه خدمات را در این محیط پرتلاطم کسب‌وکار ارتقا می‌بخشد. این امر به عنوان یک مزیت رقابتی مهم برای کسب‌وکار خواهد بود.